# 沙棲副獅子魚
沙棲副獅子魚，為輻鰭魚綱鮋形目杜父魚亞目獅子魚科的其中一種，分布於東印度洋的塔斯馬尼亞島西部海域，棲息深度1384-1416公尺，體長可達14.9公分，為深海底棲性魚類，屬肉食性，生活習性不明。

## 擴展閱讀
維基物種上的相關：沙棲副獅子魚